# Злочиначки умови
Злочиначки умови (енгл. Criminal Minds) је америчка полицијска процедурална криминалистичка телевизијска серија коју је stvoriо Џеф Дејвис, а премијерно је приказана на CBS-у 22. септембра 2005. године. Прати групу криминалистичких профилиста који раде за ФБИ као чланови њихове Јединице за анализу понашања (ЈАП-а).
Серија Злочиначки умови постала је велики успех за CBS, константно се рангирајући међу најгледанијим програмима мреже и освојивши награду „People's Choice Award“ за најбољу крими драму на ТВ-у 2017. године. Њен успех је изнедрио медијску франшизу са неколико огранака, јужнокорејску адаптацију и видео игру.
Серија Злочиначки умови је првобитно кулминирала након петнаесте сезоне 19. фебруара 2020. године. Међутим, оживљена је и преименована у Злочиначки умови: Еволуција за своју шеснаесту сезону која је премијерно приказана на Paramount+ у новембру 2022. године. У марту 2025. године, Злочиначки умови су обновљени за деветнаесту сезону.

## Премиса
Серија прати скупину криминалистичких профилиста који раде за ФБИ као чланови његове Јединице за анализу понашања (ЈАП-а) користећи анализу понашања и профилисање како би помогли у истрази злочина и проналажењу осумњиченог познатог као несуб (непознати субјекат).
Екипу надгледају шеф јединице Арон Хочнер и касније Емили Прентис. Екипа се састоји од Џејсона Гидеона, оснивача ЈАП-а који је био познат као најбољи профилиса у Бироу, Дерека Моргана, бившег полицајца из Чикага који је стручњак за опсесивне злочине, Спенсера Рида, стручњака за географско профилисање, Џенифер Џаро (Џеј Џеј), везе с' медијима која касније постаје профилисткиња, Ел Гринавеј, стручњакиње за сексуалне деликте, Дејвида Росија, једног од изворних агената ЈАП-а који је такође стручњак за профилисање злочина, Ешли Сивер, агеиткиње ФБИ-ја новајлије, Алекс Блејк, специјалисткиње лингвистике, Кејт Калахан, искусна агенткиње за тајне задатке, Таре Луис, форензичке психологиње, Лука Алвеза, стручњака за праћење бегунаца који постаје профилиста у екипи, Стивена Вокера, стручњака за контраобавештајне послове и Мета Симонса, стручњака за профилисање који се придружује екипи из Екипе за међународна реаговања ФБИ-ја.

## Улоге
- Менди Патинкин као Џејсон Гидеон (сезоне 1−3)
- Томас Гибсон као Арон Хочнер (сезоне 1−12)
- Лола Глаудини као Ел Гринавеј (сезоне 1−2)
- Шемар Мур као Дерек Морган (главни: сезоне 1−11; гост: сезоне 12−13)
- Метју Греј Габлер као др. Спенсер Рид (главни: сезоне 1−15; гост: сезона 18)
- А.Џ. Кук као Џенифер Џаро
- Кирстен Вангснес као Пенелопи Гарсија (главни: сезоне 2− ; епизодни: сезона 1)
- Паџет Брустер као Емили Прентис (главни: сезоне 2−7, 12− ; гост: сезоне 9 и 11)
- Џо Мантења као Дејвид Роси (сезоне 3− )
- Рејчел Николс као Ешли Сивер (сезоне 6)
- Џин Триплхорн као др. Алекс Блејк (сезоне 8−9)
- Џенифер Лав Хјуит као Кејт Калахан (сезоне 10)
- Ејша Тајлер као Тара Луис (главни: сезоне 12− ; епизодни: сезона 11)
- Адам Родригез као Лук Алвез (сезоне 12− )
- Дејмон Гаптон као Стивен Вокер (сезона 12)
- Данијел Хени као Мет Симонс (главни: сезоне 13−15; гост: сезоне 10 и 12)
- Зек Гилфорд као Елијас Војт (главни: сезоне 17− ; епизодни: сезона 16)
- Рајан-Џејмс Хатанака као Тајлер Грин (главни: сезоне 17− ; епизодни: сезона 16)

## Епизоде
| Сезона | Сезона | Епизоде | Емитовање           | Емитовање           |
| Сезона | Сезона | Епизоде | Почетак емитовања   | Завршетак емитовања |
| ------ | ------ | ------- | ------------------- | ------------------- |
|        | 1      | 22      | 22. септембар 2005. | 10. мај 2006.       |
|        | 2      | 23      | 20. септембар 2006. | 16. мај 2007.       |
|        | 3      | 20      | 26. септембар 2007. | 21. мај 2008.       |
|        | 4      | 26      | 24. септембар 2008. | 20. мај 2009.       |
|        | 5      | 23      | 23. септембар 2009. | 26. мај 2010.       |
|        | 6      | 24      | 22. септембар 2010. | 18. мај 2011.       |
|        | 7      | 24      | 21. септембар 2011. | 16. мај 2012.       |
|        | 8      | 24      | 26. септембар 2012. | 22. мај 2013.       |
|        | 9      | 24      | 25. септембар 2013. | 14. мај 2014.       |
|        | 10     | 23      | 1. октобар 2014.    | 6. мај 2015.        |
|        | 11     | 22      | 30. септембар 2015. | 4. мај 2016.        |
|        | 12     | 22      | 28. септембар 2016. | 10. мај 2017.       |
|        | 13     | 22      | 27. септембар 2017. | 18. април 2018.     |
|        | 14     | 15      | 3. октобар 2018.    | 6. фебруар 2019.    |
|        | 15     | 10      | 8. јануар 2020.     | 19. фебруар 2020.   |
|        | 16     | 10      | 24. новембар 2022.  | 9. фебруар 2023.    |
|        | 17     | 10      | 6. јун 2024.        | 1. август 2024.     |
|        | 18     | 10      | 8. мај 2025.        | 10. јул 2025.       |
|        | 19     | 10      | 2026                | 2026.               |

## Производња
У фебруару 2021. оживљавање серије је било у раној фази развоја у Paramount+, а оживљавање шеснаесте сезоне од 10 епизода званично је добило зелено светло. Од зимске новинарске турнеје Удружења телевизијских критичара годину дана касније, још увек је у развоју. У јулу 2022. Paramount+ је званично дао налог за оживљавање целе сезоне. Главна глумачка постава из претходних сезона је спремна да се врати сем Данијела Хенија и Метјуа Греја Габлера, с' тим што је Габлер био у серији од прве епизоде. Снимање сезоне почело је у августу 2022. У јануару 2023. Paramount+ је обновио серију за седамнаесту сезону.

## Пријем

### 1. сезона
Прва сезона серије добила је мешовите критике критичара. Метакритик има оцену 42 на основу 21 критике, што указује на „мешовите или просечне критике“.
Дороти Рабиновиц је у својој рецензији за Волстритски журнал рекла : „Према доказима из првих неколико епизода, серија Злочиначки умови може бити хит, и то заслужено“ и посебно је похвалила наступе Габлера и Патинкина. Нед Мартел из Новојоршког времена је био мање позитиван, рекавши: „Проблем са „Злочиначким умовима“ су многе збуњујуће болести које се примењују на превише ликова“. Рецензент је сматрао да „због тога глумци изгледају као просути ковчег поломљених играчака са којима би публици — а можда и творцима — могло брзо да досади“. Рецензент Чикашког суда Сид Смит сматрао је да серију „можда вреди погледати“, иако је и он критиковао „збуњујуће заплете и ликове“. Пишући за PopMatters, Марко Ланзагорта је критиковао серију након премијере, рекавши да „брка критичко размишљање са натприродним способностима“ и да су њени ликови у складу са стереотипима. Мери Мекнамара из Лосанђелеског времена је дала сличну рецензију и похвалила Патинкинов и Габлеров наступ.

### 2. сезона
Џилијан Флин је у својој рецензији за часопис Недељна забава рекла: „Као и свака серија о процедуралним злочинима у последње време, серија Злочиначки умови је препуна уморних, презапослених детективских типова. Али овде такође делују досадно, огорчено и неангажовано.“
Рос Рудиџер је имао позитивнију рецензију у својој рецензији за Bullz-Eye.com у којој је рекао: „Продуценти и сценаристи заслужују велику похвалу за развој стратегије за одржавање серије у емитовању без заглупљивања, а друга сезона Злочиначких умова поставља вишу летвицу за ову врсту телевизијских серија“. Похвалио је серију што није понављала своје теме и истакао наступ Метјуа Греја Габлера као уобичајени изузетак у серији. Поменуо је и наступе остатка глумачке екипе, рекавши: „У ансамблу ЈАП-а нема слабог извођача“.

### 3. сезона
Брус Симонс је рекао у својој рецензији за Screen Rant: „Прошле сезоне су почели да приказују обе стране једначине... Било је потребно мало забаве питати се ко или шта, али су то надокнадили пристојном интеракцијом ликова и развоја, а било их је много прошле сезоне."
Синтија Фукс у својој рецензији за PopMatters усредсредила се на Дејвида Росија кога игра Џо Мантења као додатак серији. У својој рецензији, она је рекла: „[Злочиначким умовима] су потребни знаци напора, оштар рад ликова, а не стенографске „особине“ откинуте из других серија (колико сте пута видели примамљивог чудног истражитеља или друштвено неспособног генија?) Искушење је помислити да је Патинкин уморан од истог-старог. Росијева уобичајена озбиљност и самопоуздање, његова непромишљеност и сумња у себе могли би претворити ову превише углађену серију у привид изворности, чак и важности." Објаснила је како мисли да би додавање његовог лика могло да уздрма формулу Злочиначких умова дајући јој занимљивији угао. Сезону је оценила оценом 6 од 10.

### 4. сезона
Тод Р. Рамло у својој рецензији за PopMatters критиковао је приказ ислама у четвртој сезони, рекавши да је "обмана родним претпоставкама и либералном кривицом" проблематична, усклађујући се са начелом да ако неко изгледа као терориста, онда и јесте терориста. Он критикује сезону због „даљег повезивања ислама са такозваном ’културом смрти’, за разлику од „културе живота“ коју наизглед слави хришћански Запад“. Рекао је: „Жалосно је да чак и када су архитекте „глобалног рата против тероризма” променили своје изразе и можда своје претпоставке, серија Злочиначки умови се враћа са таквим апсолутизмом.” Сезону је оценио оценом 4/10.
Вил Харис у својој рецензији за Bullz-Eye.com усредсређује се на наступе гостујућих звезда, наводећи како прилика да глуме негативце у серији доноси неке од њихових најбољих глумачких представа. Рекао је: „Очигледно постоји нешто у томе да играте лошег момка у „Злочиначким умовима“ што извлачи најбоље из гостујућих звезда серије јер неке од најбољих епизода сезоне долазе захваљујући једнократним наступима препознатљивих лица која су то преузела велики изазов. Лук Пери игра заблуденог вођу секте, Мич Пилеђи игра "нормалног" момка који пуца након личне трагедије и претвара се у убицу, а Алекс О'Лолин је убица са довољно савести да остави поруке о свом злочину и тражи помоћ“.

### 5. сезона
Ентони Окасио у својој рецензији за Screen Rant усредсредио се на причу Арона Хочнера која је била једна од главних тачака сезоне. Изјавио је да је епизода „100“ која је уједно и 100. епизода серије била невероватна и рекао: „Цео угао о томе да Хочер никада више неће моћи да види свог сина био је прилично жесток. Не могу да верујем да су кренули у том правцу. То је нешто што уопште нисам очекивао." Међутим, жестоко је критиковао завршницу сезоне наводећи да је било равно од почетка и да је било лоше. Рекао је: „Завршница пете сезоне серије Злочиначки умови била је у најбољем случају ужасна. Чак и невероватна гостујућа звезда као што је Тим Кари није била у стању да спасе ову 'висећу судбину' без сјаја."

### 6. сезона
Дараг Мекманус из Чувара дао је позитивну рецензију сезоне рекавши да Злочиначки умови постају све бољи са сваком сезоном. Рекли су да упркос чињеници да нису револуционарани или нови, ипак је био потпуно забаван. Рекли су: „Сезона шеста се од тада лепо уклопила са две одличне наредне епизоде које су испирале сећања на Зуби Тима. Џеј Џеј је имала напету радњу, скоро као комад, усредсређену на два типа Леополда и Леба, и дирљив расплет као титуларна агенткиња која је отишла док је прошлог петка „Сећање на прошле ствари“ било напорно и језиво и страшније него иначе са екипом која је пронашла убицу који је изашао из пензије – резидуална ноћна мора из Росијеве прошлости.
Стив Марси је у својој рецензији за ТВ Фанатик рекао да је сезона била уопштено добра оценивши је оценом 4 од 5, али је навео проблеме са глумцима. Похвалио је наступ А. Џ. Кук као „изведбу живота“ и пожалио се на њен одлазак из серије те сезоне. Рекао је: „Штета што је 'Најдужа ноћ' означила врхунац каријере за Џенифер Џеро, лик који је управо тако снажно показан да би му следеће недеље показали врата. Да ли је овај ЦБС-ов начин да је пошаље висока нота? Ако јесте, у извесном смислу је функционисало. Била је сјајна. Али нас је то додатно збунило и растужило због Кукиног одласка."

### 7. сезона
Рената Селити у својој рецензији за ТВ Фанатик дала је позитивну рецензију сезони оценом 5 од 5 и рекла: „Оно што је подједнако убедљиво као и аспект профилисања у серији као што су Злочиначки умови је лична веза између ликова и ова скупина је савршена." Она је похвалила сценарија сезоне и незаборавне тренутке као што је Прентисин повратак, наводећи да је то створило осећајне призоре који су задржали гледаоце ангажоване, рекавши: „Овакви тренуци су оно за шта гледаоци телевизије живе у ударном термину“.
Ентони Окасио у својој рецензији за Screen Rant такође је имао позитивну рецензију. Рекао је да је прича која се усредсредила на лажну смрт Емили Прентис и последице такве нови формат који, иако није представљао невероватан случај Злочиначких умова, освежава у односу на уобичајени приступ случају недеље. Изјавио је да је сваки лик добио свој тренутак да заблиста, а сценарији су исходили убедљивим тренуцима ликова. Конкретно, похвалио је наступ Метјуа Греја Габлера, посебно на сцени састанка у правосуђу и рекао: „Тренутак када је сенатор изјавио „Смирите се, господине Риде“, а Габлер је одговорио: „Ја сам миран – и ја сам доктор“, могао би веома добро да буде једно од најбољих извођења текстова у повести серије." На крају је изјавио да је сезона добро завршена и рекао: „Наравно да ће бити добро. Наравно, нико из екипе неће бити трајно удаљен са дужности. Али то не значи да начин на који смо дошли до ове резолуције није на одговарајући начин заслужен."

### 8. сезона
Даглас Волф у својој рецензији за ТВ Фанатик дао је серији позитивну рецензију са оценом 5 од 5. Посебно се усредсредио на дводелну завршницу у којој је Марк Хамил рекао: „Дводелна завршница ме је оставила на ивици, зарадио сам савршену оцену и оставио ми вилицу отворену од шока. Он је навео да је надоградња заиста добро урађена и да је истражила нове слојеве ликова. На пример, рекао је да је приказ односа између Страусове и Росија био незабораван јер је био неочекиван. Рекао је: „Нисам схватио дубину његове посвећености Страусове нити сам био свестан да је он прилично навијао у њеном углу док је добијала свој медаљон за годину дана трезвености. Сценарио о вези њих двоје је био убедљив и стваран - као и његова патња због њене смрти, а посебно како ће то утицати на њену децу било је занимљиво.

## Емитовање и гледаност
У истраживању Новојоршког времена 2016. о 50 ТВ серија са највише Фејсбук свиђања показало је да су „као и неколико других полицијских процедура“, Злочиначки умови „популарнији у руралним подручјима, посебно у југоисточној половини земље. Серија достиже врхунац популарности у Алабами и руралном Тенесију, а најмање је популаран у Санта Барбари у Калифорнији."
Серија је у продаји на А&Е Network-у и Ion Television-у, као и на We TV, Sundance TV, и Pop-у. Раније сезоне су такође почеле да се емитују на ТВ каналу Rewind Networks's HITS-у у југоисточној Азији, Хонг Конгу и на Тајвану.
Све епизоде су доступне за преношење на Paramount+ у Сједињеним Државама и на Дизни+ у Канади. Серија коју је АБЦ Студио копродуцира, а истовремено се бави и дистрибуцијом широм света, била је доступна на Дизни+ Стар садржајном центру на одабраним подручијма. Упркос Дизнијевим правима на међународну дистрибуцију, првих 6 сезона серије почело је да се појављује на Paramount+ на међународним подручјиама где је услуга доступна као што су Аустралија, Канада и Велика Британија у октобру 2023. Дизни+, међутим, наставља да приказује свих 16 сезона у овим регионима (укључујући сезоне Paramount+).

## Франшиза

### Злочиначки умови: Понашање осумиченог
Епизода "Борба" из 5. сезоне увела је другу екипу ЈАП-а и покренула серију под називом Злочиначки умови: Понашање осумњиченог. Огранак серија је дебитовала 16. фебруара 2011. на CBS-у, али је отказана након кратке сезоне од 13 епизода због ниске гледаности. CBS DVD је 6. септембра 2011. објавио Комплет серију на комплету од четири диска. Серија је била упакована као "ДВД издање".
У глумачкој постави су Форест Витакер као главна улога Сем Купер, а поред њега су и Џенин Гарофало, Мајкл Кели, Бо Гарет, Мет Рајан и Кирстен Вангснес, која је поновила своју улогу Пенелопи Гарсије из изворне серије.

### Злочиначки умови: Преко границе
Предложена нова серија у франшизи „Злочиначки умови“ под називом Злочиначки умови: Преко границе најављена је у јануару 2015. Бивша звезда серије Место злочина: Њујорк Гери Синис (који је такође продуцент серије) и Ана Ган добили су главне улоге за Џека Гарета и Лили Ламберт, мада је она отишла након пробне епизоде. Тајлер Џејмс Вилијамс добио је улогу Раса „Монтија“ Монтгомерија, а Данијел Хени као Мета Симонса, док су Алана де ла Гарза као Клара Сегер и Ени Фанк као Меј Џарвис такође биле ангажоване у главној постави у серији.
Серија прати агенте ФБИ-ја из Екипе за међународно реаговање (ЕМР-а) који помажу америчким грађанима који су у невољи у иностранству. CBS је емитовао пробну епизоду 8. априла 2015. године у оквиру серије Злочиначки умови у виду епизоде под називом „Преко границе“. Друга огранак серија је дебитовала 16. марта 2016. године на CBS-у. Дана 16. маја 2016. године, CBS је обновио серију за другу сезону. Дана 14. маја 2017. године, CBS је отказао серију након две сезоне због ниске гледаности.

### Прави злочиначки умови
Поред серије Еволуција, Paramount+ је наручио документарну серију о истинитом злочину под називом Прави злочиначки умови. Серија ће приказивати правог бившег прифилисту ФБИ-ја и испитивати стварне случајеве и стварно понашање, илустроване исечцима из измишљене серије Злочиначки умови.

### Злочиначки умови: Јужна Кореја
Године 2017, tvN је покренуо сопствену корејску варијанту серије Злочиначки умови. Епизоде су засноване на изворној америчкој варијанти након треће сезоне. У глумачкој постави су Џун-Ги Ли као Хјун-Џун Ким (Дерек Морган), Че Вон Мун као Сун-Ву Хан (Емили Прентис), Хјун-Џу Сон као Ки-Хјунг Канг (Арон Хочнер), Ју Сун као Нана Хванг (Пенелопи Гарсија), Сун-Бин Лин као Мин-Јанг Ју (Џенифер Џаро) и Го Јун као Хан Ли (Спенсер Рид). Епизоде трају сат времена.

### Игрица
CBS је у октобру 2009. године објавио да ће Legacy Interactive развити видео игру засновану на серији. Игра би захтевала од играча да истражују места злочина у потрази за траговима који би помогли у решавању загонетних убистава. Интерактивна слагалица је објављена 2012. године, али глумачка екипа серије није била укључена у пројекат тако да ниједан њихов глас није био убачен. Друга игра, коју је развио Tilting Point, објављена је 20. новембра 2018. за Android и iOS уређаје.

## Награде
У јануару 2017. године, серија Злочиначки умови освојила је награду за најбољу криминалистичку ТВ драму на додели награда „People's Choice Awards“.